# Six Flags Great America
Six Flags Great America är en nöjespark i närheten av Chicago, Gurnee, Illinois. Parken slog upp sina portar första gången 1976, då under namnet Mariott's Great America. Six Flags köpte sedan parken 1984, och därmed blev parken den sjunde i Six Flags-kedjan. Idag har parken åtta olika tema-områden, ett vattenland, tre specialdesignade områden för barn och många andra former av underhållning.

## Attraktioner

### Berg- och dalbanor
- Whizzer - 1976
- American Eagle - 1981
- Spacely's Sprocket Rockets - 1998
- Raging Bull - 1999